# Las voladoras
Las voladoras es un libro de cuentos de la escritora ecuatoriana Mónica Ojeda, publicado por primera vez en 2020 por la editorial Páginas de Espuma. El volumen está conformado por ocho relatos que se desarrollan en atmósferas andinas marcadas por el misticismo, la violencia, los ritos ancestrales y el terror, en un estilo que la autora definió como «gótico andino». Entre los temas que aborda se encuentran los feminicidios, la Violencia doméstica, el duelo, el maltrato infantil, los amores considerados tabúes, los abortos, entre otros.
La obra fue bien recibida por la opinión crítica y fue incluida en varias listas de los mejores libros de 2020. Adicionalmente, fue finalista del Premio de Narrativa Breve Ribera del Duero y del Premio Finestres.
El título de Las voladoras es tomado del primer relato del libro, que a su vez nace de una leyenda de la población carchense de Mira sobre la creencia en mujeres que entran en un trance mágico durante las noches, se suben al techo de las casas, se colocan miel en las axilas y empiezan a volar, todo esto sin conservar recuerdo alguno de lo sucedido a la mañana siguiente.

## Contenido
Siete de los ocho relatos del libro son inéditos, aunque uno de ellos, «Caninos», fue publicado originalmente en 2017. Los cuentos son los siguientes:
| Título                                   | Sinopsis |
| ---------------------------------------- | --- |
| «Las voladoras»                          | Una niña que acaba de entrar a la pubertad observa las reacciones que producen en sus padres las voladoras, seres míticos de un solo ojo y cabellos largos y oscuros que solían presentarse a su familia. Mientras su madre reacciona con odio, su padre parece sentirse atraído por ellas; aunque además de las voladoras, la protagonista y su familia ocultan un secreto mucho más perturbador.                                                      |
| «Sangre coagulada»                       | Una niña es enviada por su madre a vivir al páramo con su abuela, quiera era considerada la bruja del pueblo por practicar rituales sanadores y abortos. La sangre se convierte para la protagonista en un símbolo del ciclo de la vida y la muerte, como en los casos de los degollamientos de animales y su menstruación. Como consecuencia de un hecho traumático, la protagonista encuentra en la venganza la única forma posible de justicia.      |
| «Cabeza voladora»                        | Una profesora encuentra la cabeza de una mujer que ha muerto decapitada y pronto descubre que era la hija de su vecino. Los sentimientos de culpa la llevan a involucrarse con el mundo de las umas, brujas capaces de desprenderse las cabezas y dejar sus cuerpos atrás para volar en busca de personas a quienes seducir y atormentar. |
| «Caninos»                                | Una familia de clase media compuesta por Papi, Mami, Hija y Ñaña oculta un pasado de traumas, alcoholismo y crueldad. Papi empieza a sufrir una transformación que inicia con la caída de sus dientes, pero que cada vez lo empuja más hacia actitudes caninas, sin que al parecer esto sorprenda al resto de la familia. La desaparición de sus dientes, que solían representar su fuerza y virilidad, parece ocultar un secreto mucho mayor y turbio. |
| «Slasher»                                | Dos hermanas gemelas, conocidas como «las Bárbaras», realizan performances de música experimental y ruidismo, que una de ellas solo puede percibir mediante vibraciones debido a su sordera. La hermana que no es sorda ha albergado por mucho tiempo un deseo: cortarle la lengua con un estilete a su gemela; por lo que empieza a preparar un espectáculo que toma los rasgos de un sacrificio.                                                      |
| «Soroche»                                | Una historia sobre las contradicciones de la amistad, la fealdad y el deterioro corporal, narrada a varias voces a través de un grupo de amigas de clase media alta que viajan a una montaña en los Andes para intentar animar a una de ellas, quien ha sufrido una violación a su privacidad luego de que su exesposo filtrara un video íntimo por internet.                                                                                           |
| «Terremoto»                              | Lucrecia y Luciana son dos hermanas unidas por un amor incestuoso que viven en un entorno rural y que de pronto se ven amenazadas por una gran erupción volcánica. |
| «El mundo de arriba y el mundo de abajo» | Luego de la muerte de su hija, un chamán indígena atormentado por la pena inicia un viaje con su cadáver hacia un volcán para intentar devolverle la vida mediante un conjuro. La hija logra renacer usando el cuerpo de su madre, pero en lugar de volver como una persona normal, regresa como una especie de zombi. El chamán intenta completar la resurrección, pero poco a poco entiende que las palabras no pueden revivir a los muertos.         |

## Escritura y temáticas

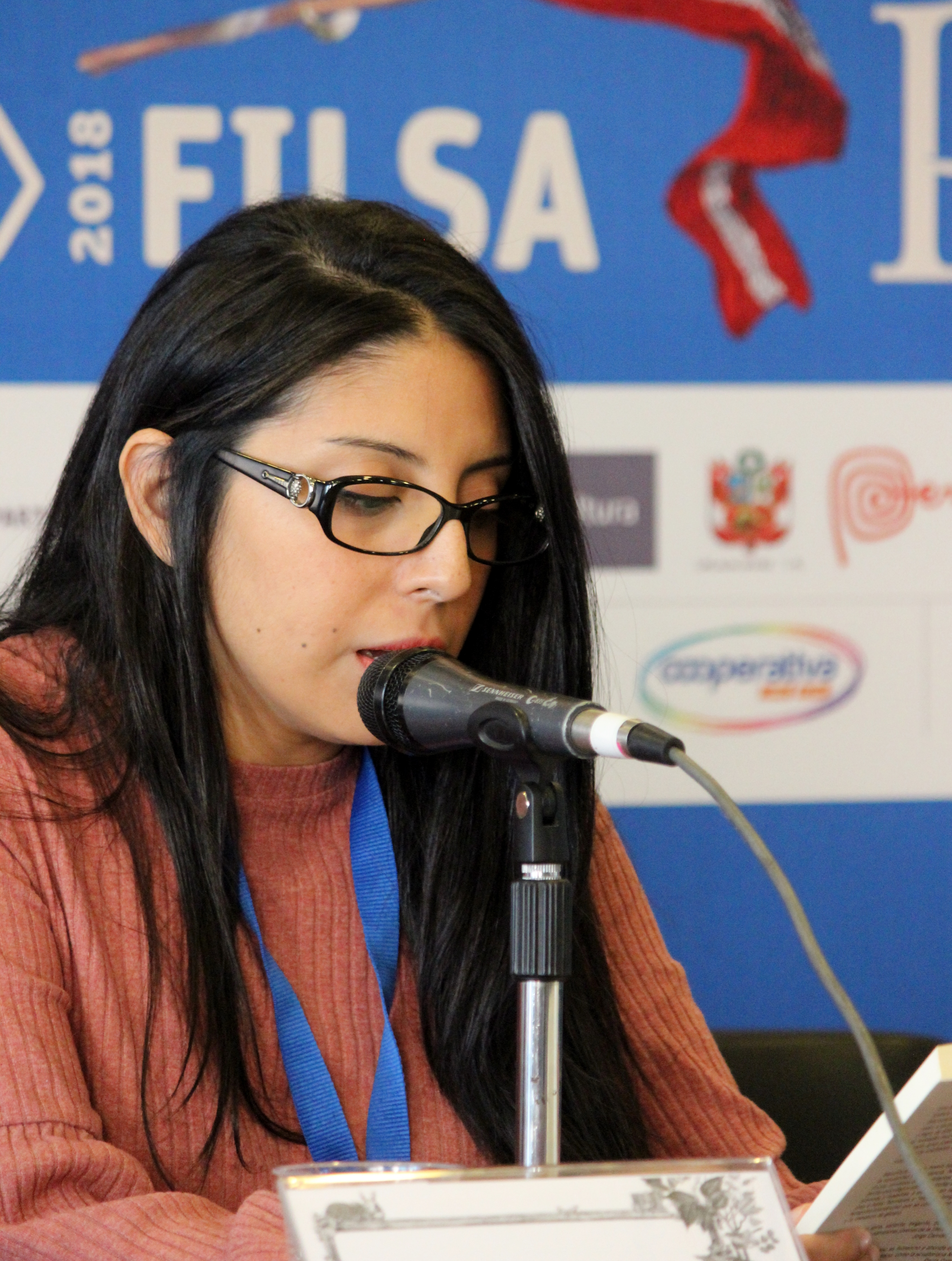
Mónica Ojeda durante su participación en la FILSA 2018.

De acuerdo con Ojeda, la semilla original del libro nació como una curiosidad creativa por las posibilidades que podía ofrecer la narrativa corta a raíz de la escritura del cuento «Caninos» en 2017. Esto la llevó a la idea de escribir una obra en que cada relato estuviera conectado de forma orgánica por medio de una misma idea general, que la autora decidió que fuera el género del gótico andino. Este término llegó a Ojeda a través del académico ecuatoriano Álvaro Alemán, quien lo mencionó años antes en un congreso de ecuatorianistas. Debido a que no existía una teorización académica del concepto, Ojeda pudo explorar en el libro el concepto del gótico andino con libertad, que posteriormente definió como «un tipo de literatura que trabaja la violencia (y por tanto el miedo) generada en una zona geográfica específica: la Cordillera de los Andes, con todas sus narraciones, mitos, símbolos y su desnuda contemporaneidad». Al igual que en algunas de sus obras anteriores, entre las temáticas generales que eligió para la obra están el miedo, el horror y la violencia.
Ojeda escribió la obra en un periodo de tres meses desde su residencia en Madrid. Este primer borrador fue finalizado en diciembre de 2019 y enviado al Premio de Narrativa Breve Ribera del Duero, que lo incluyó entre sus finalistas en febrero de 2020. Durante los meses siguientes, Ojeda se dedicó a pulir la obra, proceso que coincidió con el confinamiento por la pandemia de COVID-19.
Algunos de los relatos del libro incorporan leyendas de la tradición oral de las poblaciones andinas, específicamente en cuentos como «Las voladoras» (que incorpora a las criaturas del mismo nombre originarias de la población carchense de Mira), «Cabeza voladora» (donde aparecen las brujas conocidas como las umas) y en menor medida en «Soroche» (que referencia el mito del cóndor suicida). Aparte de estas leyendas, algunos cuentos fueron inspirados por otros autores o por noticias de crónica roja. La idea de «Cabeza voladora», por ejemplo, nació cuando Ojeda se enteró de un feminicidio ocurrido en Ecuador en el que una mujer había sido decapitada, hecho que coincidió con lecturas que hacía sobre las umas y su capacidad de desprenderse las cabezas de forma voluntaria. En «El mundo de arriba y el mundo de abajo», Ojeda buscó escribir un cuento en forma de un conjuro, con reminiscencias del poema «Sollozo por Pedro Jara», del poeta Efraín Jara Idrovo. «Terremoto», que la autora calificó como un «cuento-poema», fue inspirado por la escritura de la poeta canadiense Anne Carson.

## Recepción
El libro obtuvo una muy buena recepción crítica. Antes de su publicación, Ojeda envió el manuscrito de la obra bajo el título «El mundo de arriba y el mundo de abajo» para participar en la edición de 2020 del Premio de Narrativa Breve Ribera del Duero, certamen en el que quedó entre los cinco finalistas de entre 1079 obras participantes. Posteriormente quedó entre los tres finalistas del Premio Finestres de Narrativa en su edición de 2021. Medios de comunicación y culturales como El País, El Mundo, The New York Times en español y Culturamas, lo ubicaron en sus listas de los mejores libros de 2020.
La reseña del diario El Periódico de Catalunya, escrita por Ricardo Baixeras, alabó la obra y se refirió a la misma como «un libro de una contundencia asombrosa, conformado por una estética unitaria en unos relatos que respiran un mismo aire lingüístico». Claudia Sterling, del periódico digital Pulzo, fue aun más positiva y elogió en particular el uso del género del terror en el libro, que calificó en su conjunto como «verdadero tesoro de la literatura latinoamericana», compuesto por «relatos sublimes que nos reconectan con la naturaleza, los mitos y el Universo». El escritor Eduardo Varas, por su lado, resaltó la fortaleza del lenguaje empleado por Ojeda, la unidad temática del volumen y su exploración del terror y el dolor.
La escritora española Marta Sanz, en una reseña escrita para el diario El País, hizo énfasis en «Soroche» y «Caninos» como «excelentes cuentos (...) que invitan a taparse los ojos con la mano. Y dan calambre», además de referirse a Ojeda como una «sabia escritora de ambición telúrica». En un análisis publicado en la revista Amazing Stories, el académico Iván Rodrigo Mendizábal señaló a «El mundo de arriba y el mundo de abajo» como el cuento «esencial» del libro, opinión compartida por José Miguel Giráldez, de El Correo Gallego, que también identificó a este cuento como su favorito y calificó a la obra en su totalidad como «libro coherente y brutal». En una entrevista, la propia Ojeda señaló que «El mundo de arriba y el mundo de abajo» era su relato preferido del libro.